# Marie Çoba
Shaqe Çoba eller Marie Çoba, född 1875, död 1954, var en albansk kvinnorättsaktivist. Hon grundade år 1920 kvinnoföreningen Gruaja Shqiptare i Shkodër, som också utgav landets första kvinnotidning med samma namn.